# Hockey Unterland Cavaliers
L'Hockey Unterland Cavaliers è una squadra di hockey su ghiaccio della provincia autonoma di Bolzano nata nel 2019 dalla fusione dei club sudtirolesi dell'Hockey Club Neumarkt-Egna (di Egna) e dall'SC Auer Ora, (di Ora).

## Storia
La società nasce ufficialmente il 3 maggio 2019 dalla fusione dell'Hockey Club Neumarkt-Egna con l'SC Auer Ora, con l'intento di unire le forze dei due club, che già da quindici anni condividevano il settore giovanile sotto il nome di Juniorteams. Il nome della squadra fu scelto in onore dei cavalieri che un tempo vigilavano sulla Bassa Atesina. Primo allenatore del sodalizio fu lo sloveno Miha Zbontar, proveniente dal settore giovanile dello Juniorteams. Il debutto in campionato è avvenuto in Italian Hockey League (la seconda serie), dove militava la squadra di Ora, mentre l'Egna aveva da poco abbandonato la massima serie ed il torneo di AHL per giocare col solo settore giovanile.
Nel torneo 2020-21 oltre a salire sul podio nel campionato di serie B, vince già il suo primo titolo, la coppa Italia che veniva messa in palio tra le società iscritte in seconda serie, titolo bissato nella stagione successiva (battendo all'overtime il Pergine), che ha chiuso inoltre con la vittoria del campionato nell'accesa finale playoff contro il Valdifiemme. Contestualmente il club annuncia la volontà di iscriversi alla Alps Hockey League e, a seguito di una wild-card, la Federazione permetterà al club di iscriversi in serie A e contestualmente anche in AHL.
La squadra altoatesina si presenta alla sua prima stagione nel nuovo campionato con uno dei roster più giovani e interessanti della lega composto da un mix di giocatori locali e giovani stranieri che si rende subito protagonista navigando nella parte alta della classifica per tutto l'anno e concludendo la regular season addirittura al secondo posto salvo puoi essere esclusa al primo turno playoff per mano del EC Red Bull Salzburg 2.
Nella stagione seguente il roster dei Cavs mantiene l'ossatura principale dell'annata precedente, solo alcune pedine straniere in attacco vengono sostituite mentre alla guida tecnica rimane il finlandese Olli Hällfors. La squadra disputa la prima parte di campionato senza particolari acuti chiudendo la regular season al 9° posto, venendo poi estromessa ai quarti di finale playoff dagli stessi avversari dell'anno precedente. In gennaio arriva la qualificazione alla final four scudetto dove viene però estromessa in semifinale dal Renon.
L'importante ridimensionamento 
in termini di roster in vista della stagione 2024/25 non impedisce ai Cavaliers di disputare una stagione comunque soddisfacente sotto la nuova direzione dello svedese Staffan Lund promuovendo molti giovani del vivaio e con soli due stranieri a disposizione per gran parte della stagione. Nonostante questo nel gennaio '25  a seguito di numerose notizie di malcontenti all'interno della lega, il club comunica la propria uscita dalla  AHL a fine stagione, citando i costi in esponenziale crescita del campionato transfrontaliero e una mancanza di condivisione dei futuri sviluppi dello stesso indicando di voler fare rientro nella Italian Hockey League salvo poi rivalutare la decisione solo pochi mesi dopo e rimanendo in AHL.

## Palaghiaccio
Gli Unterland Cavaliers giocano le partite casalinghe alla WürthArena di Egna, capace di ospitare sino a 1200 spettatori.

## Palmarès
- Coppa Italia: 2

2020-2021, 2021-2022
- Serie B: 1

2021-22

## Roster 2024/2025

### Portieri
- 29  Tizian Giovanelli
- 31  Laurin Foppa

### Difensori
- 03  Alessio Guerra
- 14  Lukas Goldner
- 15  Alex Curti
- 19  Manuel Santer
- 26  Tobias Brighenti
- 43  Matteo Liprandi
- 77  Matteo Andoni
- 89  Matthias Bonazzo
- 96  Alexander Sullmann

### Attaccanti
- 04  Moritz Kaufmann
- 06  Villi Pisetta
- 07  Alex Egger
- 08  Nicolò Remolato
- 11  Ruben Zerbetto
- 12  Thomas Pisetta
- 16  Gabriel Galassiti
- 17  Gabriel Zerbetto
- 20  Daniels Murnieks
- 23  Samuel Sanoll
- 28  Kristians Samitis
- 63  Fabian Pichler
- 67  Oliver Smith
- 77  Marian Pallabazzer
- 86  Patrick Cont
- 93  Michael Sullmann
- 97  Davide Girardi

### Allenatore
- Staffan Lund